# Bahnhof Ribnitz-Damgarten Ost
Der Bahnhof Ribnitz-Damgarten Ost ist einer der beiden Bahnhöfe in der Stadt Ribnitz-Damgarten im Landkreis Vorpommern-Rügen in Mecklenburg-Vorpommern. Er befindet sich im östlichen Stadtteil Damgarten an der Bahnstrecke Stralsund–Rostock und wurde 1886 eröffnet. 1895 kam die Strecke der Franzburger Kreisbahnen hinzu. Sie hatte ihren Endpunkt in Damgarten. Der Betrieb auf dieser Strecke wurde 1965 eingestellt. Mit der Fusion der Städte Ribnitz und Damgarten 1950 wurde die Betriebsstelle umbenannt und trägt seitdem die Bezeichnung „Ribnitz-Damgarten Ost“. Gegen Ende der 1990er-Jahre kam es zu umfangreichen Modernisierungsarbeiten von Strecke und Bahnhof.

## Lage
Der Bahnhof Ribnitz-Damgarten Ost liegt im Ortsteil Damgarten an der Richtenberger Straße, etwa einen Kilometer südöstlich des Ortskerns. Der Bahnhof Ribnitz-Damgarten West liegt etwa vier Kilometer weiter westlich im Ortsteil Ribnitz. In Richtung Osten ist die nächste Station der ungefähr sechs Kilometer entfernt liegende Bahnhof Altenwillershagen.

## Geschichte
1886 ging der Bahnhof Damgarten an der Strecke zwischen Rostock und Stralsund in Betrieb. Zu dem bereits bestehenden Normalspurbahnhof kam ein Schmalspurbahnhof für die Strecke der Franzburger Kreisbahnen (FKB) nach Barth hinzu, die am 4. Mai 1895 eröffnet wurde. Für die Stadt war die Kleinbahn vor besonderem Nutzen, da der Hafen in Damgarten verkehrlich erschlossen wurde und so Güter zum Staatsbahnhof transportiert werden konnten. Es wurde stets viel verladen. Für den Gütertransport verkehrten direkte Züge zwischen Hafen und Staatsbahnhof.
Die Kleinbahn hatte ihre Anlagen unmittelbar nördlich des Staatsbahnhofs. Sie verfügte über ein separates Empfangsgebäude und einen Lokschuppen. Hinzu kam noch eine Rollbockrampe, die dafür sorgte, dass normalspurige Güterwagen auf die Kleinbahnwagen aufgebockt werden konnten. Des Weiteren fand Güterverkehr auf einer regelspurigen Anschlussstrecke zum Flugplatz Pütnitz statt, der zu Beginn der 1940er-Jahre durch die Nationalsozialisten errichtet wurde, um dort Teile der Luftwaffe einzusetzen. Nach dem Zweiten Weltkrieg wurde der Gleisanschluss weiterhin genutzt und diente er zur Versorgung sowjetischer Truppen.
1950 kam es zur Fusion der Städte Ribnitz und Damgarten. Der Damgartener Bahnhof trägt seitdem die Bezeichnung „Ribnitz-Damgarten Ost“.
1961 plante der Rat des Bezirks Rostock, den Bahnhof Damgarten umfangreich auszubauen. Dies sollte sowohl den Güter- als auch Personenverkehr betreffen, denn der Bahnhof besaß zu DDR-Zeiten eine weitaus größere Bedeutung als heute. Das Empfangsgebäude sollte erweitert und um einen Anbau für die Mitropa erweitert werden. Ein Ausbau der Gleisanlagen und die Errichtung einer Übergabegruppe in Richtung Stralsund war vorgesehen, von der das Streckengleis nach Pütnitz abzweigen sollte. Doch es kam zu keinen größeren Umbaumaßnahmen. Am 29. Mai 1965 wurde die Kleinbahn stillgelegt und deren Gleisanlagen beseitigt. Der dadurch gewonnene Platz wurde zum Ausbau der Normalspuranlagen genutzt. So entstand ein Anschlussgleis zum Agrochmischem Zentrum Damgarten. Zudem wurde eine Lederwarenfabrik beliefert, die keinen eigenen Anschluss hatte.
Nach der Wende war der Güterverkehr stark rückläufig, bereits 1992 soll es kaum noch welchen gegeben haben. Nur wenige Übergabefahrten fanden noch statt. Danach wurden auf den Ladegleisen alte Wagen abgestellt. Anfang der 1990er-Jahre wurde die Strecke und der Bahnhof elektrifiziert. Gleise und Signaltechnik wurden erneuert. Die Formsignale wurden auf Hl-Signale umgestellt. Ebenso erhielt der Bahnhof in den 1990er-Jahren neue Bahnhofsschilder. Kurioserweise wurden im Januar 1998, ein halbes Jahr vor einem großen Umbau, die Weichen mit Weichenheizungen ausgestattet. Gerade einmal zwei Monate waren diese in Betrieb und wurden im Herbst wieder abgebaut.
Im Zuge des Verkehrsprojektes Deutsche Einheit Nr. 1 wurde die Strecke zwischen Ribnitz-Damgarten West und Stralsund saniert. Die Arbeiten dafür begannen am 18. Mai 1998. Am 27. September kam es zur Vollsperrung der Strecke. Der Abbau aller Anlagen startete einen Tag darauf, was ein Foto aus Velgast belegt. Wohl einen Tag später wurden Signale und Fahrleitung im Bahnhof demontiert. Um Zugfahrten der Bauzüge zu sichern, waren noch einige Eisenbahner vor Ort. Nach dem kompletten Abbau der Schienen war das Stellwerk unbesetzt. Zwischen Juni und September wurden die Räume nochmals genutzt. In Damgarten wurde eine provisorische Blockstelle mit Hl-Signalen eingerichtet, da das Stellwerk in Velgast noch nicht fertiggestellt und die Oberleitung ohne Strom war sowie die Technik am Bahnübergang noch nicht funktionierte. Das Personal musste so den Bahnübergang mit Bauampel und Flatterband sichern, bis im Dezember 1999 das Stellwerk in Velgast seinen Betrieb aufnahm.
Das leerstehende Empfangsgebäude wurde am 25. September 2015 auf einer Auktion für 16.000 Euro mit seinem Grundstück versteigert und wurde seit September 2016 renoviert.

## Anlagen

### Bahnsteige und Gleise
Vor dem großen Umbau 1998 verfügte der Bahnhof über ein Durchgangsgleis und ein Ausweichgleis. Hinzu kamen mehrere Ladegleise und zwei Anschlussgleise zum Flugplatz Pütnitz und zum Agrochemischen Zentrum Damgarten. Alle Ausfahrtgleise waren mit Schutzweichen und -gleisen ausgestattet. Für den Reiseverkehr war ein Seitenbahnsteig und ein Mittelbahnsteig vorhanden, die über eine Überführung miteinander verbunden waren.
Seit dem Umbau gibt es noch ein Durchgangsgleis und ein Ausweichgleis. Güter- und Nebengleise wurden fast vollständig entfernt. Ein Prellbock in der Nähe des Empfangsgebäudes ist noch vorhanden. Das noch existierende Anschlussgleis nach Pütnitz ist vom Streckennetz abgebunden. Das Gleis endet heute in einem Erdwall vor der ehemaligen Bahnhofseinfahrt.
Heute verfügt der Bahnhof über zwei Seitenbahnsteige, die über den Bahnübergang westlich des Bahnhofs erreicht werden können. Sie sind 203 und 205 Meter lang und 55 Zentimeter hoch.

### Empfangsgebäude
Bis Mitte der 1990er Jahre besaß das Gebäude einen Raum für den Fahrdienstleiter, einen Fahrkartenschalter und einen kleinen Wartesaal. Ebenso war hier einmal eine Bahnhofsgaststätte beherbergt. Im Obergeschoss befanden sich zwei Wohnungen, die noch bis zu Beginn der 1990er bewohnt waren.

### Sicherungstechnik
Ein mechanisches Stellwerk der Bauart Jüdel sicherte ursprünglich den Zugbetrieb. Es handelte sich nur um Formsignale. Die Weichen wurden mechanisch gestellt. Das Befehlsstellwerk B2 war in einem Anbau des Empfangsgebäudes untergebracht und das Weichenwärterstellwerk W1 an der östlichen Bahnhofsausfahrt in Richtung Stralsund. Der Bahnübergang wurde durch einen Schrankenwärter gesichert. Dieses Wärtergebäude ist seit 2010 unbewohnt.
1990 wurde auf Hl-Signale umgestellt. Die Weichen wurden zunächst noch mechanisch bedient. Der Bahnübergang erhielt eine elektrische Vollschranke, die vom Stellwerk aus bedient wurde. Die Funktionen des Befehls- und Weichenwärterstellwerks wurden zusammengelegt. Da die Weichen nun durch das Befehlsstellwerk gesteuert wurden, wurde das Weichenwärterstellwerk überflüssig und abgerissen.
Seit dem großen Umbau 1999 werden die Signale und Weichen durch ein elektronisches Stellwerk vom Fahrdienstleiter im Bahnhof Velgast bedient. Somit gibt es in Ribnitz-Damgarten Ost kein örtliches Personal auf dem Bahnhof mehr.

## Anbindung
Der Bahnhof Ribnitz-Damgarten Ost wird durch eine Regionalverkehrslinie bedient.
| Linie                    | Verlauf | Takt    |
| ------------------------ | --- | ------- |
| RE 9                     | Hanse-Express Rostock – Ribnitz-Damgarten West – Ribnitz-Damgarten Ost – Velgast – Stralsund – Bergen – Lietzow – Sassnitz / Binz | 120 min |
| Stand: 12. Dezember 2021 | |         |

Wegen Problemen mit der Infrastruktur im Bahnhof Ribnitz-Damgarten West, dem eigentlichen Fernzughalt der Stadt, hielten von 2019 bis 2023 einzelne ICE-Züge im Bahnhof Ribnitz-Damgarten Ost.